# Liste der Baudenkmäler in Hopferau

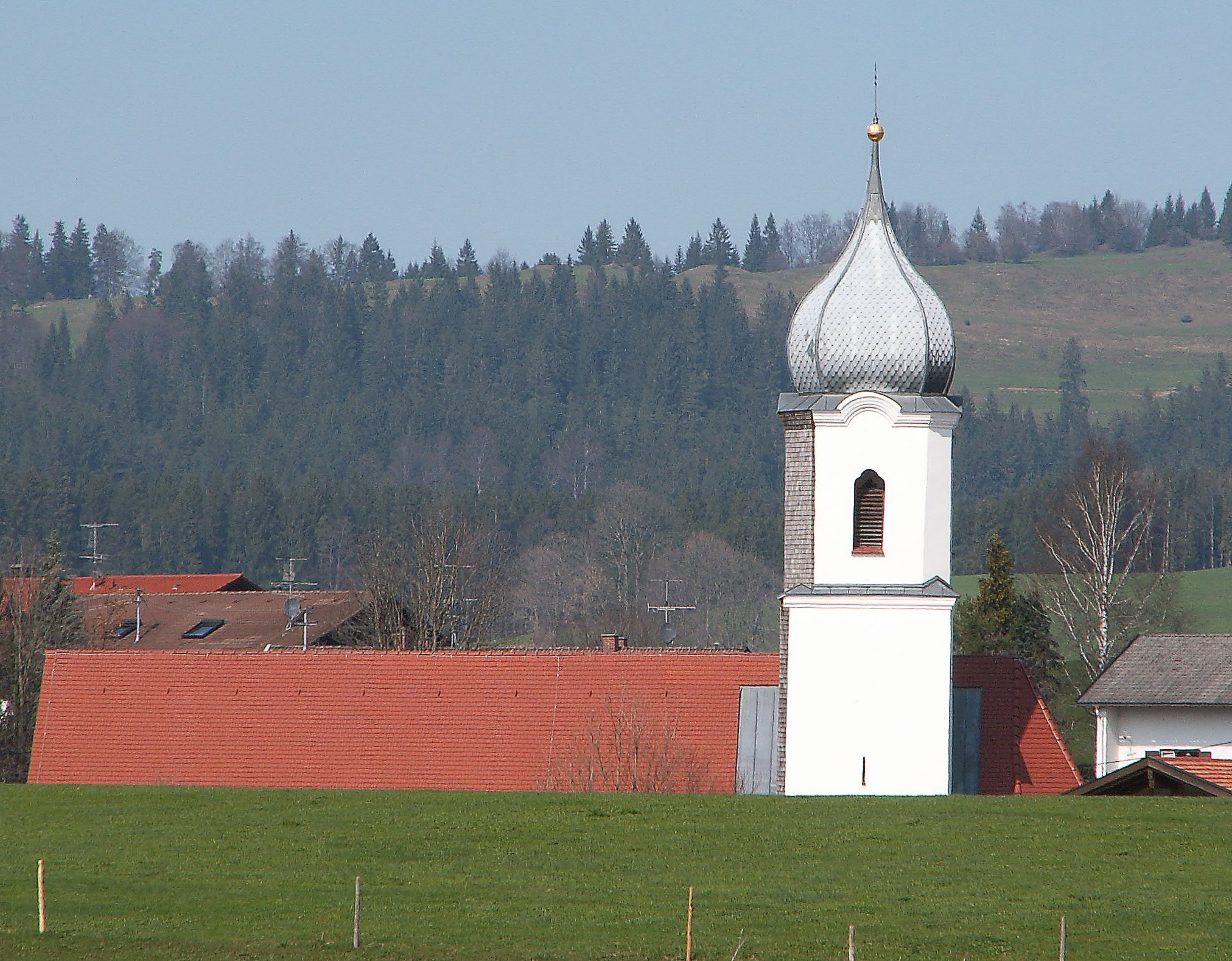
Kirche in Hopferau

Auf dieser Seite sind die Baudenkmäler in der schwäbischen Gemeinde Hopferau zusammengestellt. Diese Tabelle ist eine Teilliste der Liste der Baudenkmäler in Bayern. Grundlage ist die Bayerische Denkmalliste, die auf Basis des Bayerischen Denkmalschutzgesetzes vom 1. Oktober 1973 erstmals erstellt wurde und seither durch das Bayerische Landesamt für Denkmalpflege geführt wird. Die folgenden Angaben ersetzen nicht die rechtsverbindliche Auskunft der Denkmalschutzbehörde.

## Baudenkmäler nach Ortsteilen

### Hopferau
| Lage                      | Objekt                               | Beschreibung | Akten-Nr.             | Bild           |
| ------------------------- | ------------------------------------ | --- | --------------------- | -------------- |
| Hauptstraße 41 (Standort) | Pfarrkirche St. Martin und Sebastian | Katholische Pfarrkirche St. Martin und Sebastian, spätgotischer Bau, nach 1467 errichtet, 1899 verändert; mit Ausstattung.                  | D-7-77-135-1 Wikidata | weitere Bilder |
| Schloßstraße 9 (Standort) | Schloss Hopferau                     | dreigeschossiger Satteldachbau und dreigeschossiger Anbau mit Walmdach, im Kern nach 1468, neugotisch umgestaltet 1830/40; mit Ausstattung. | D-7-77-135-2 Wikidata | weitere Bilder |

### Benzen
| Lage                                                      | Objekt                          | Beschreibung                                                       | Akten-Nr.             | Bild           |
| --------------------------------------------------------- | ------------------------------- | ------------------------------------------------------------------ | --------------------- | -------------- |
| südlich des Ortes, an der Straße nach Hafenegg (Standort) | Kapelle St. Antonius der Eremit | dreiseitig geschlossener Raum, um 1700 errichtet; mit Ausstattung; | D-7-77-135-3 Wikidata | weitere Bilder |

### Dornach
| Lage                   | Objekt     | Beschreibung                                                               | Akten-Nr.             | Bild       |
| ---------------------- | ---------- | -------------------------------------------------------------------------- | --------------------- | ---------- |
| Dornach 109 (Standort) | Bauernhaus | mittelsteiles Dach mit Stichbalken und Giebeltür, um Mitte 19. Jahrhundert | D-7-77-135-4 Wikidata | Bauernhaus |

### Gunzenberg
| Lage                                                          | Objekt     | Beschreibung      | Akten-Nr.             | Bild       |
| ------------------------------------------------------------- | ---------- | ----------------- | --------------------- | ---------- |
| westlich von Gunzenberg an der Straße nach Haslach (Standort) | Grenzstein | bezeichnet „1588“ | D-7-77-135-5 Wikidata | Grenzstein |

### Heimen
| Lage       | Objekt                          | Beschreibung                                                     | Akten-Nr.             | Bild                            |
| ---------- | ------------------------------- | ---------------------------------------------------------------- | --------------------- | ------------------------------- |
| (Standort) | Kapelle Sieben Schmerzen Mariae | im Kern wohl 18. Jahrhundert, um 1870 erneuert; mit Ausstattung. | D-7-77-135-7 Wikidata | Kapelle Sieben Schmerzen Mariae |

### Hinterberg
| Lage                              | Objekt      | Beschreibung                                          | Akten-Nr.             | Bild        |
| --------------------------------- | ----------- | ----------------------------------------------------- | --------------------- | ----------- |
| südöstlich des Weilers (Standort) | Feldkapelle | wohl noch 2. Hälfte 18. Jahrhundert; mit Ausstattung; | D-7-77-135-8 Wikidata | Feldkapelle |

### Hopferried
| Lage                      | Objekt            | Beschreibung                                                                                        | Akten-Nr.              | Bild              |
| ------------------------- | ----------------- | --------------------------------------------------------------------------------------------------- | ---------------------- | ----------------- |
| Hopferried 137 (Standort) | Bauernhaus        | mit Giebel-Schrägbalken und profilierten Balkenköpfen, Mitte 18. Jahrhundert; Füllungstür, um 1830. | D-7-77-135-10 Wikidata | Bauernhaus        |
| (Standort)                | Kapelle St. Maria | Rechteckbau, Ende 18. Jahrhundert; mit Ausstattung.                                                 | D-7-77-135-9 Wikidata  | Kapelle St. Maria |

### Wiedemen
| Lage                                                    | Objekt     | Beschreibung                                                                                    | Akten-Nr.              | Bild           |
| ------------------------------------------------------- | ---------- | ----------------------------------------------------------------------------------------------- | ---------------------- | -------------- |
| Wiedemen 146 (Standort)                                 | Bauernhaus | Mitterstallbau, verputzter Ständerbohlenbau, 2. Hälfte 18. Jahrhundert, mit neuerem Wiederkehr. | D-7-77-135-15 Wikidata | Bauernhaus     |
| am Südende des Ortes, an der Straßenkreuzung (Standort) | Sühnekreuz | Sandstein, spätmittelalterlich;                                                                 | D-7-77-135-14 Wikidata | weitere Bilder |

## Ehemalige Baudenkmäler
In diesem Abschnitt sind Objekte aufgeführt, die früher einmal in der Denkmalliste eingetragen waren, jetzt aber nicht mehr. Objekte, die in anderem Zusammenhang also z. B. als Teil eines Baudenkmals weiter eingetragen sind, sollen hier nicht aufgeführt werden. Aktennummern in diesem Abschnitt sind ehemalige, jetzt nicht mehr gültige Aktennummern.

| Lage                                       | Objekt       | Beschreibung | Akten-Nr.              | Bild         |
| ------------------------------------------ | ------------ | --- | ---------------------- | ------------ |
| Hopferried Hopferried 136 (Standort)       | Hausfigur    | Jesusknabe, 2. Hälfte 17. Jahrhundert | D-7-77-135-11 Wikidata | BW           |
| Hopferwald westlich des Weilers (Standort) | Pestfriedhof | neu gestalteter Pestfriedhof von Hopferau; Bildsäule mit moderner Figur des Hl. Sebastian, altes aufgesetztes Sandsteinkreuz und daneben stehender Natursteinblock in Dreiecksform | D-7-77-135-12 Wikidata | Pestfriedhof |
| Schraden Schraden 91 (Standort)            | Bauernhaus   | verputzter, teilweise verbretterter Ständerbau mit Schrägbalken und profilierten Bügen, im Kern 1. Hälfte 18. Jahrhundert                                                          | D-7-77-135-13 Wikidata | Bauernhaus   |